# Angelo Gottardi
Angelo Gottardi (Verona, 20 giugno 1826 – Verona, 30 gennaio 1911) è stato un presbitero e architetto italiano.
Nel 1850 fu ordinato sacerdote e fin dagli anni 40 si occupò di architettura chiesistica. Fu profondamente, almeno all'inizio, influenzato da Bartolomeo Giuliari e Giuseppe Barbieri.
Intorno al 1870 seguendo l'esempio di Giacomo Franco, si inserisce nella corrente neomedioevalista.
Si occupò di realizzare anche chiese nelle missioni cattoliche a Il Cairo e a San Paolo del Brasile.
Nel 1877 fu nominato membro della Commissione conservatrice dei monumenti e fu incaricato di numerosi restauri importanti. Si dedicò anche a costruzioni cimiteriali e a commissioni per alcuni nobili veronesi.

## Alcune opere
Secondo Giuseppe Trecca Gottardi si occupò della costruzione o dell'ampliamento di circa settanta chiese. Qui sotto un elenco, non esaustivo, di quanto compiuto:
- Pronao della chiesa parrocchiale di Vestenanova (1849-1853);
- Chiesa parrocchiale di Mambrotta di San Martino Buon Albergo (1863);
- Chiesa parrocchiale di Bussolengo (1870);
- Ampliamento della chiesa parrocchiale di Soave (1877-1884);
- Facciata della chiesa del Santo Sepolcro di Caprino Veronese (1880);
- Chiesa parrocchiale di Cazzano di Tramigna (1870);
- Chiesa parrocchiale di Casaleone (1885);
- Campanile e portale della chiesa di Roncanova di Gazzo Veronese (prima del 1886);
- Completamento del campanile della chiesa parrocchiale di San Michele Extra (progetto del 1820 di Giuseppe Barbieri);
- Chiesa di San Giorgio in Bosco;
- Rinnovamento del presbitero delle chiese di Quinto e Illasi;
- Rinnovamento della chiesa parrocchiale di S. Maria Assunta in Tregnago;
- Chiese parrocchiali di Engazzà di Salizzole, Mezzane di Sotto (1871-79), Cellore d'Illasi (1880), Ferrara di Monte Baldo (1886-1890) e S. Briccio di Lavagno (1885);
- Pronao della chiesa parrocchiale di Bardolino (1880, su progetto di Bartolomeo Giuliari).
- Chiese nella missione cattolica di Elovan (presso Il Cairo, in Egitto) e a Nuova Trento (Brasile).
- Alcuni restauri delle chiese cittadine:
  - Cripta di Santa Maria in Organo (1883);
  - Coro, cripta e cantoria di Chiesa di Santo Stefano (1884);
  - Facciata della Chiesa di Sant'Anastasia.
- Opere civili:
  - Palazzo Bocca Trezza di Sommacampagna;
  - Atrio di palazzo Dionisi a Verona[1].

## Galleria d'immagini

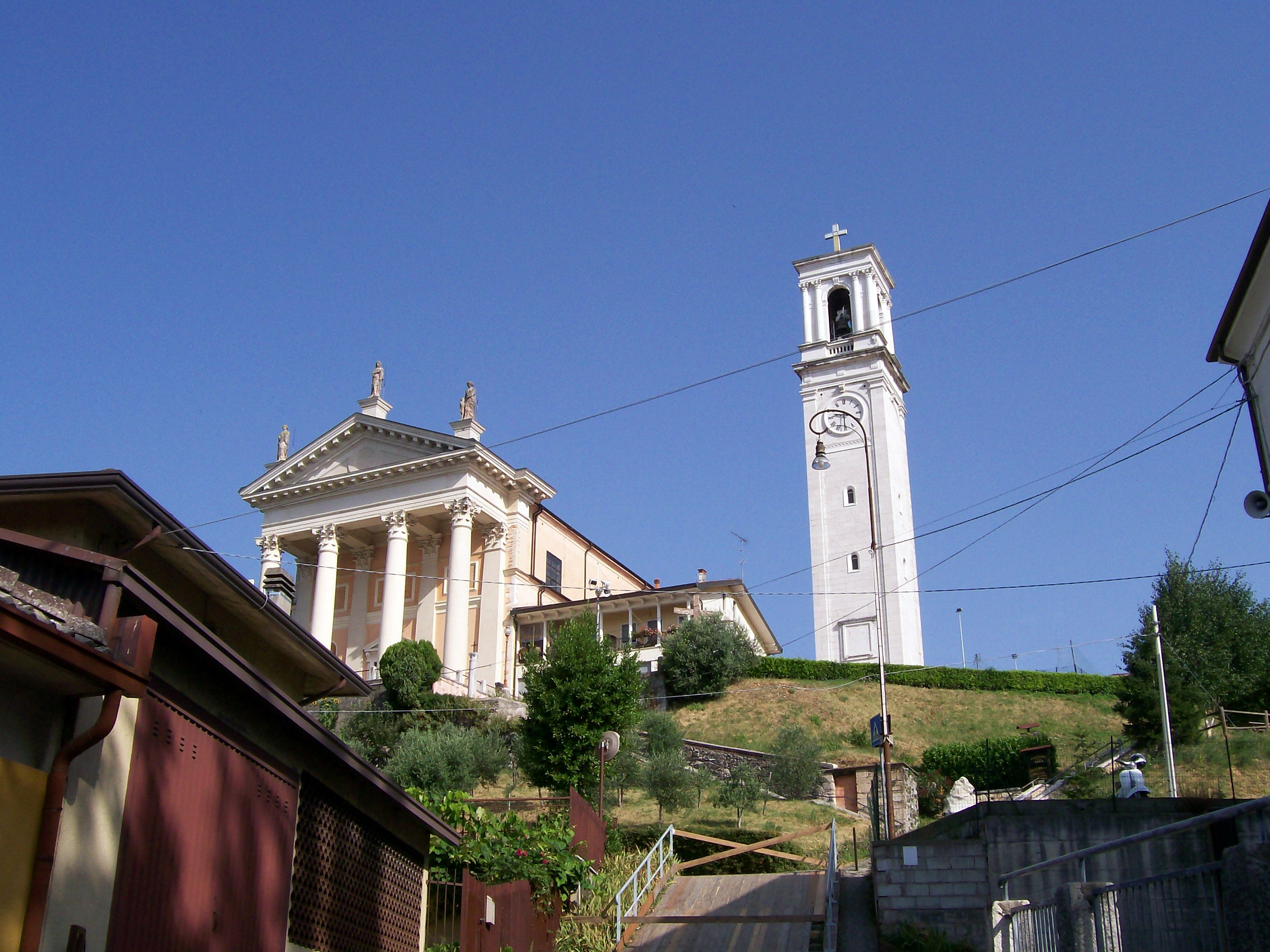
Pronao della chiesa parrocchiale di S. Leonardo in Vestenanova (VR).
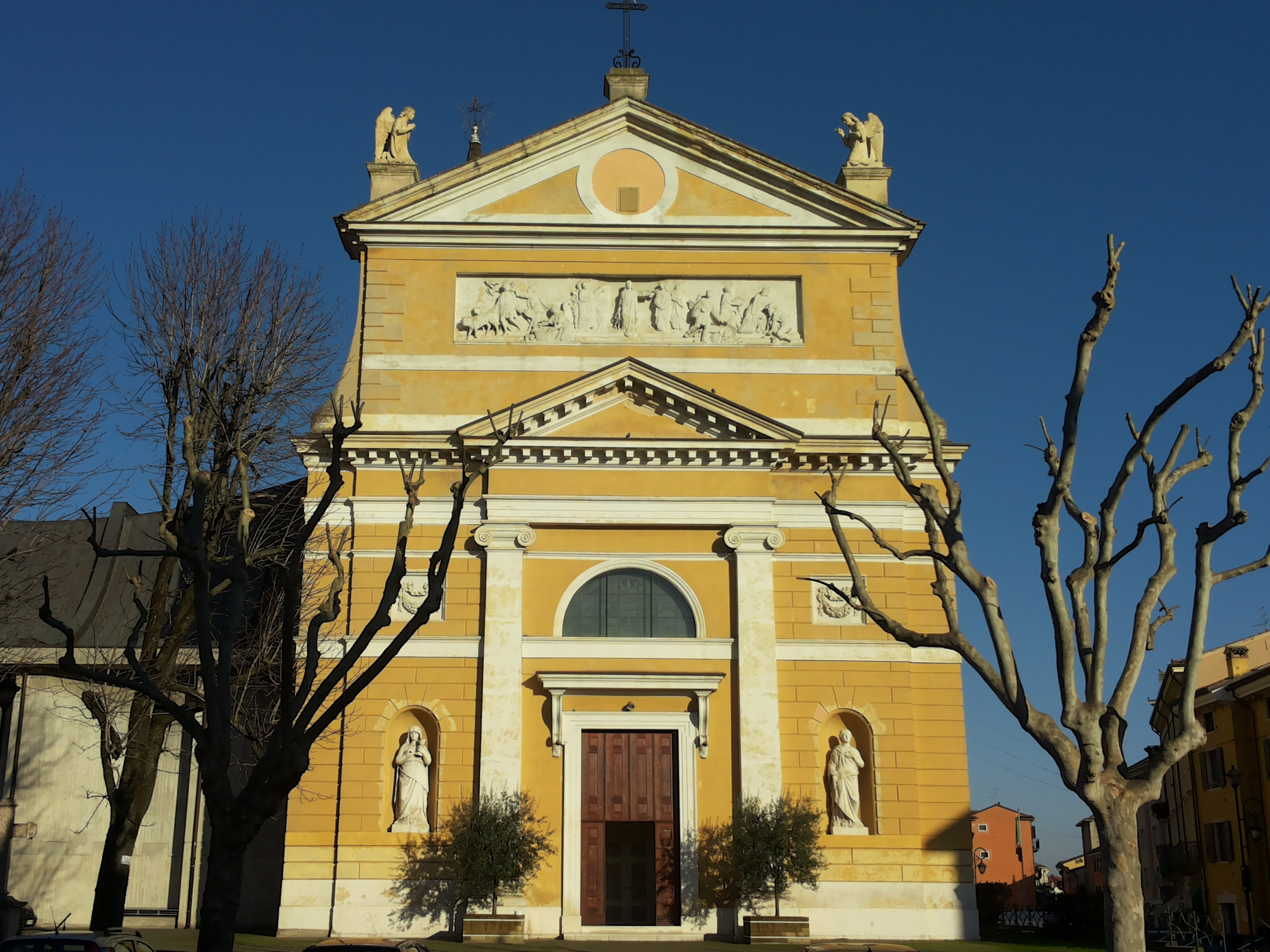
Chiesa parrocchiale di S. Maria Maggiore in Bussolengo (VR).
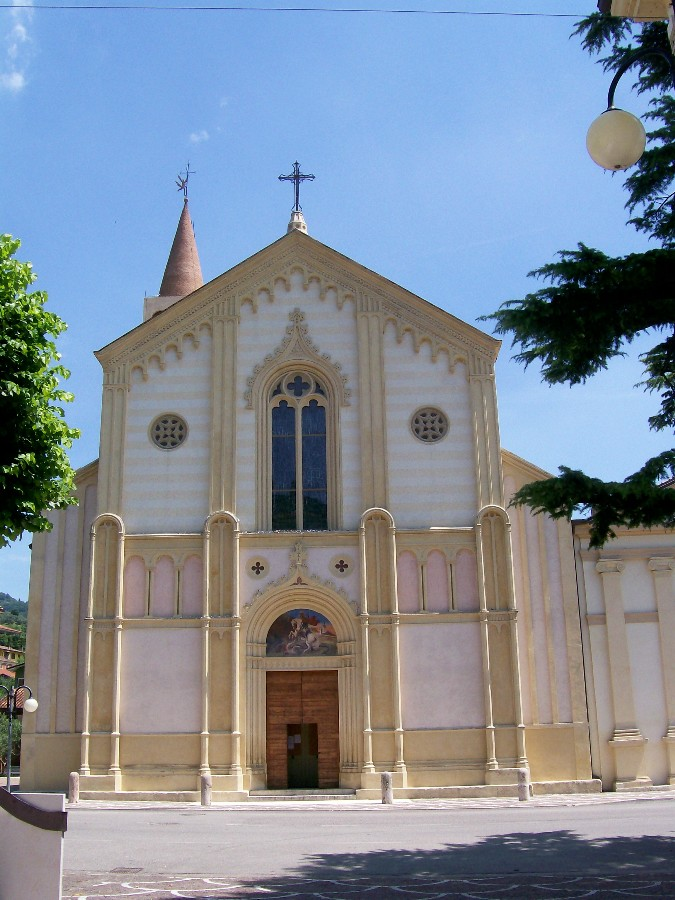
Facciata della chiesa parrocchiale di S. Giorgio Martire in Cazzano di Tramigna (VR).
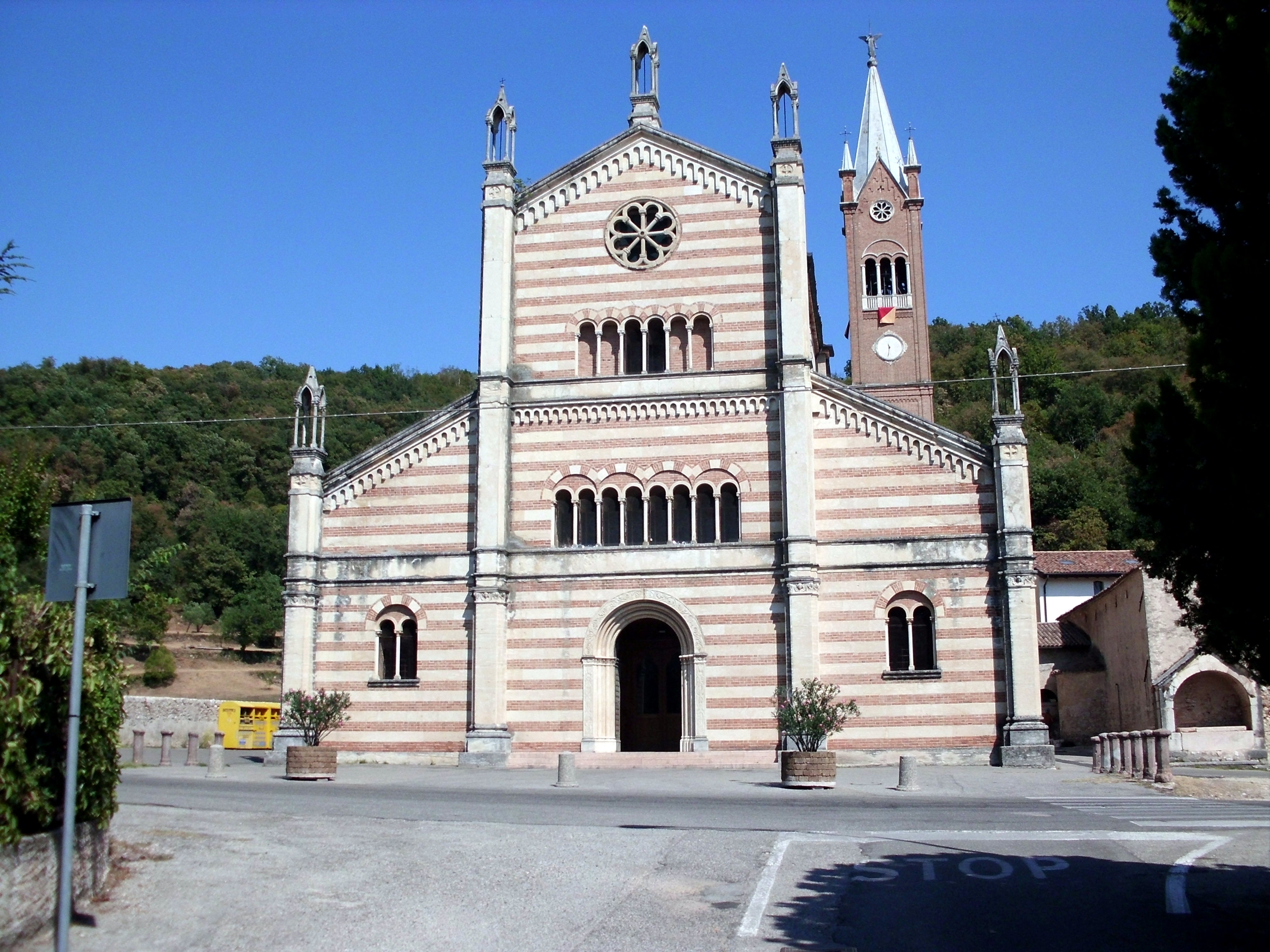
Chiesa parrocchiale di S. Maria Assunta in Tregnago (VR).
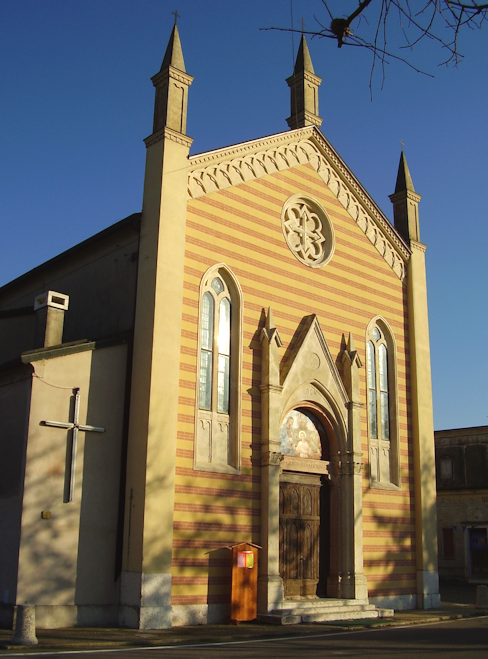
Chiesa parrocchiale di S. Maria Assunta in Engazzà di Salizzole (VR).
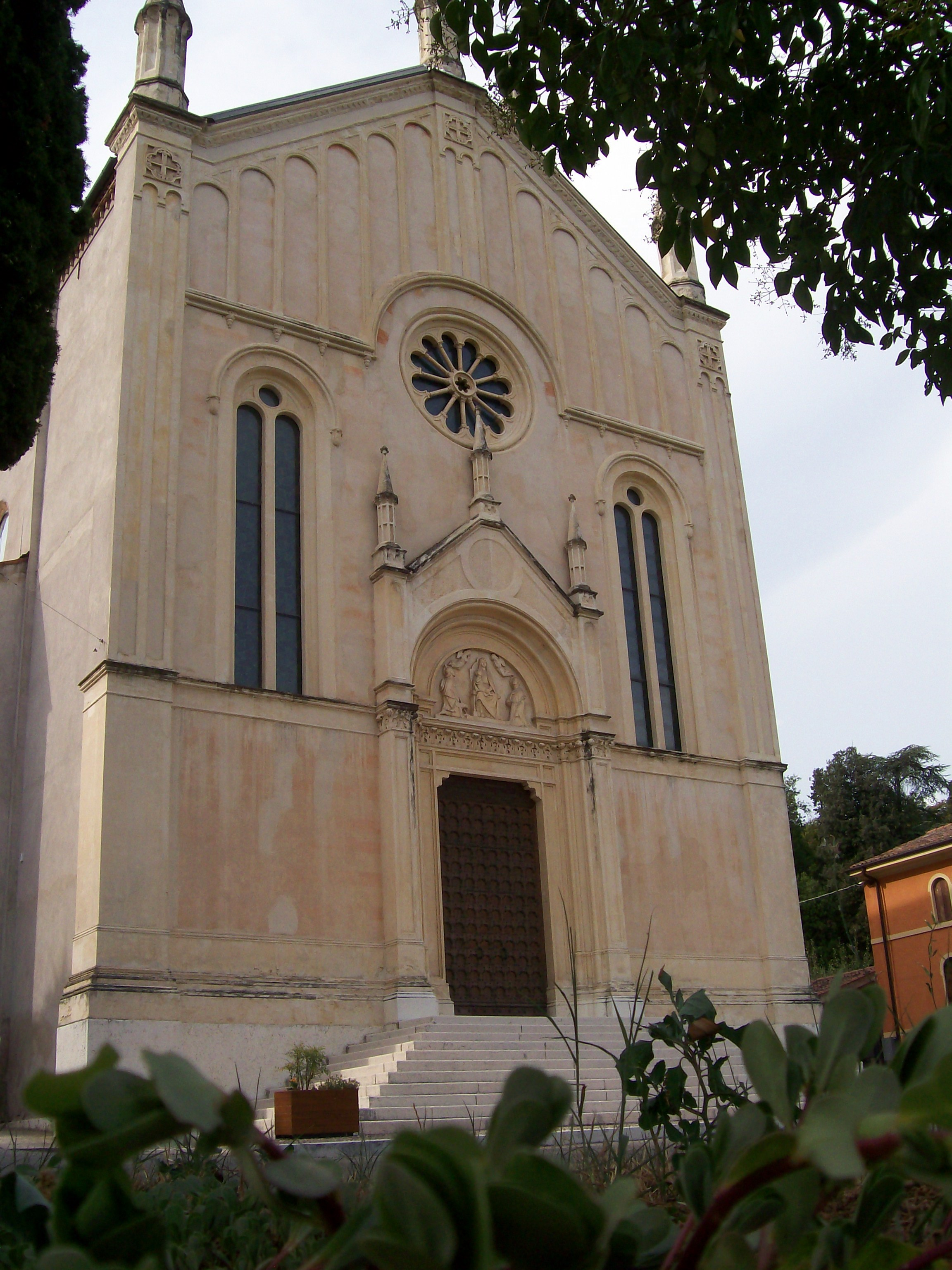
Chiesa parrocchiale di S. Maria Assunta in Mezzane di Sotto (VR).
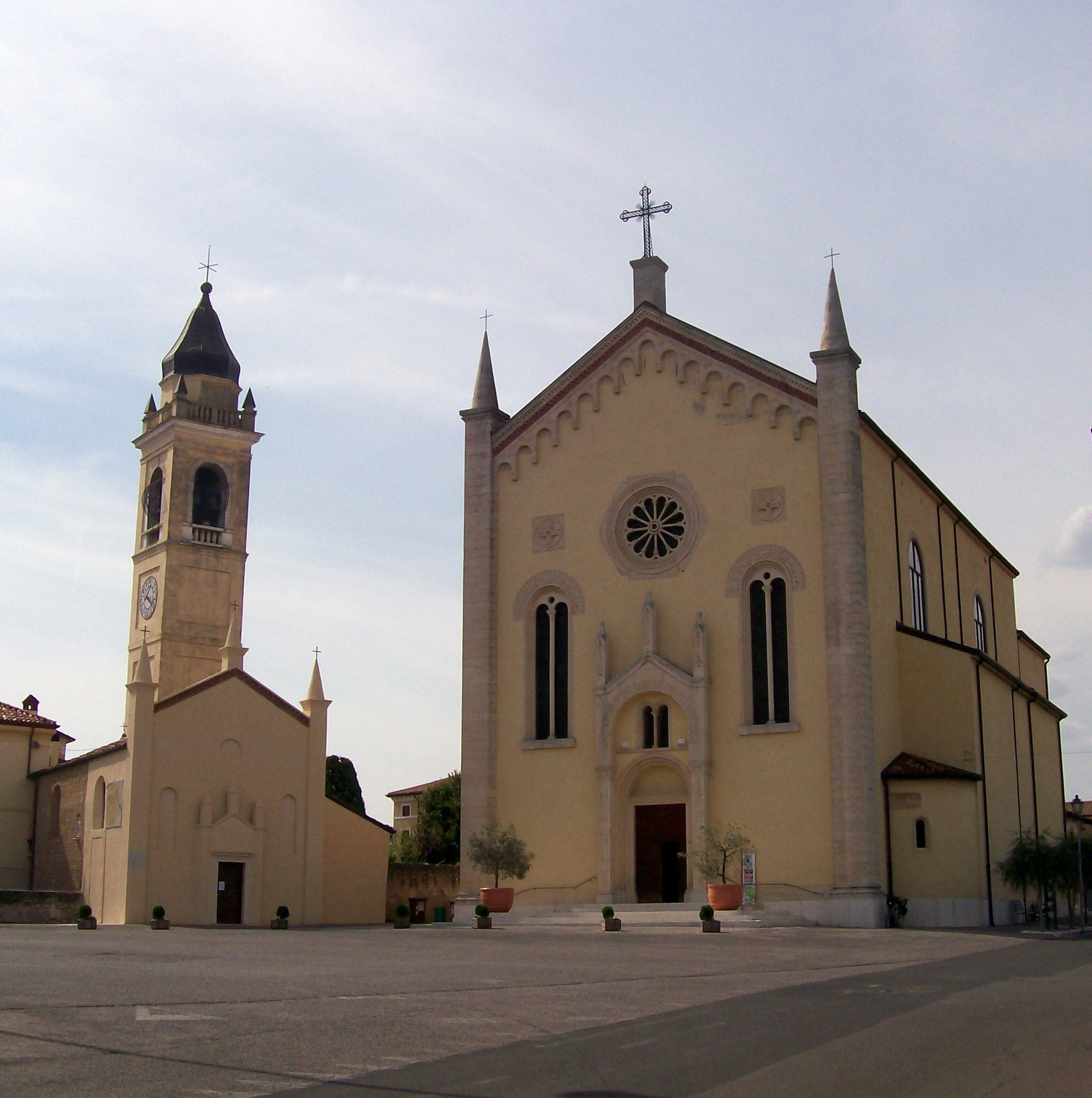
Chiesa parrocchiale di S. Zeno Vescovo in Cellore d'Illasi (VR).
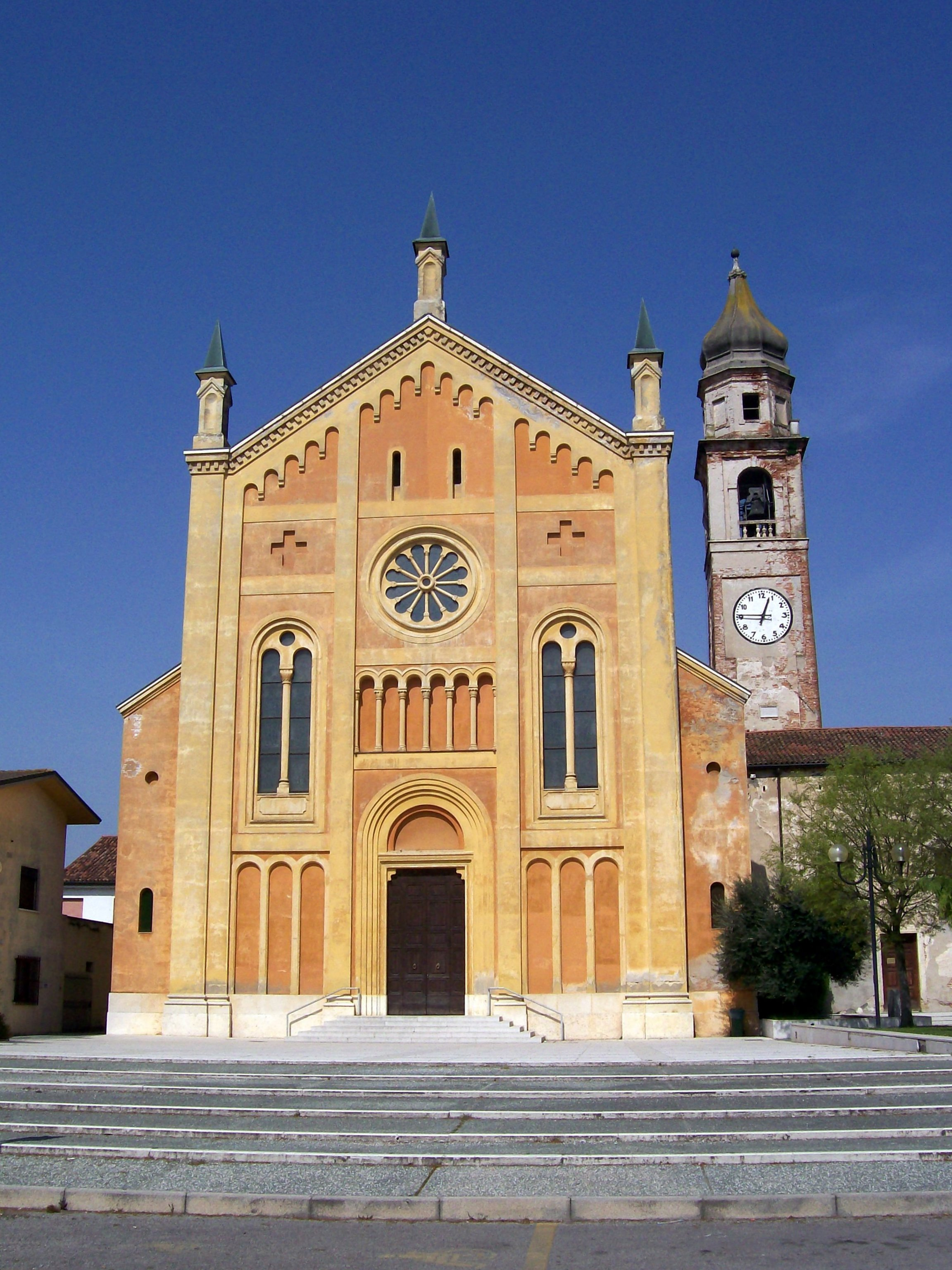
Chiesa parrocchiale di Casaleone (VR).
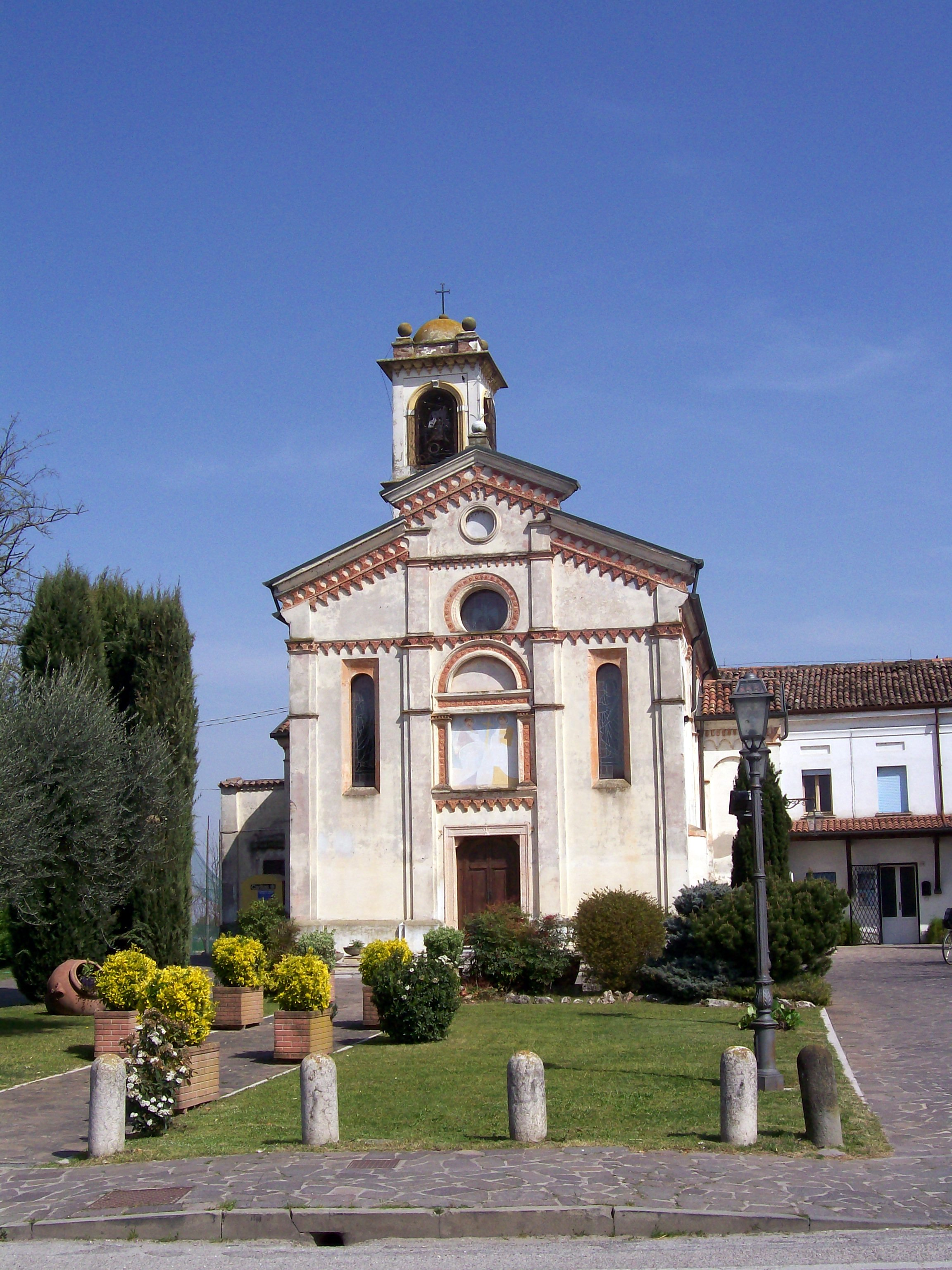
Campanile e portale della chiesa parrocchiale di Roncanova di Gazzo Veronese (VR).
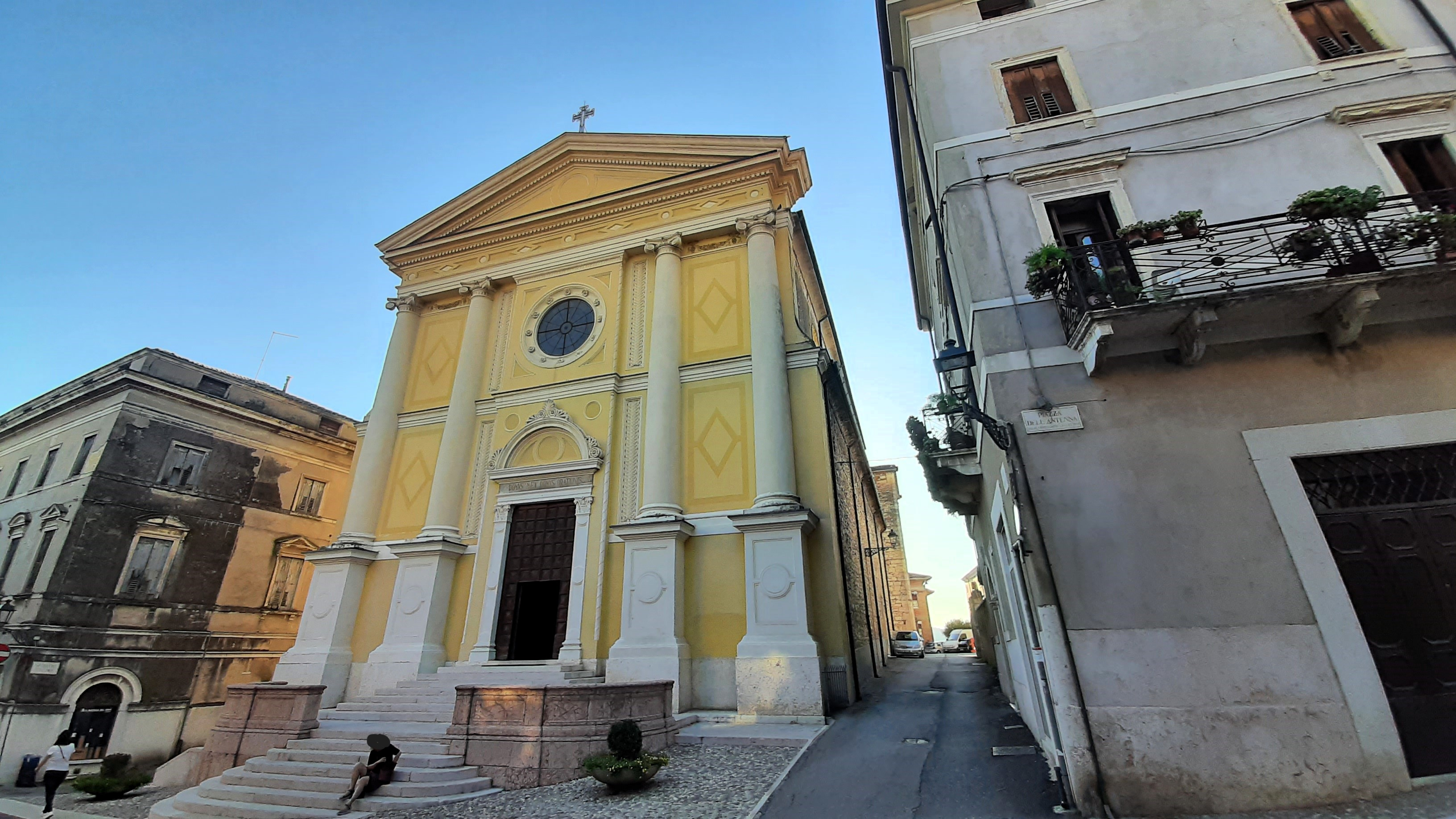